# Calliandra haematocephala
A Calliandra haematocephala a hüvelyesek (Fabales) rendjébe, ezen belül a pillangósvirágúak (Fabaceae) családjába tartozó faj.

## Előfordulása
A Calliandra haematocephala eredeti őshazája Dél-Amerikában van. Természetes állapotban Bolíviában és Brazíliában található meg. Manapság dísznövényként világunk több részén is termesztik.

## Változata
- Calliandra haematocephala var. boliviana (Britton) Barneby

## Megjelenése
Ez a cserjeféle lágy szárú és évelő növényfaj, amely körülbelül 4-5 méter magasra nő meg. A levelei kétszeresen szárnyaltak és szórt állásúak. A vörös színű virágai „púderpamacsszerű” virágzatba tömörülnek. Egész évben virágzik, azonban tavasszal és nyáron hozza a legtöbb virágot.

## Képek

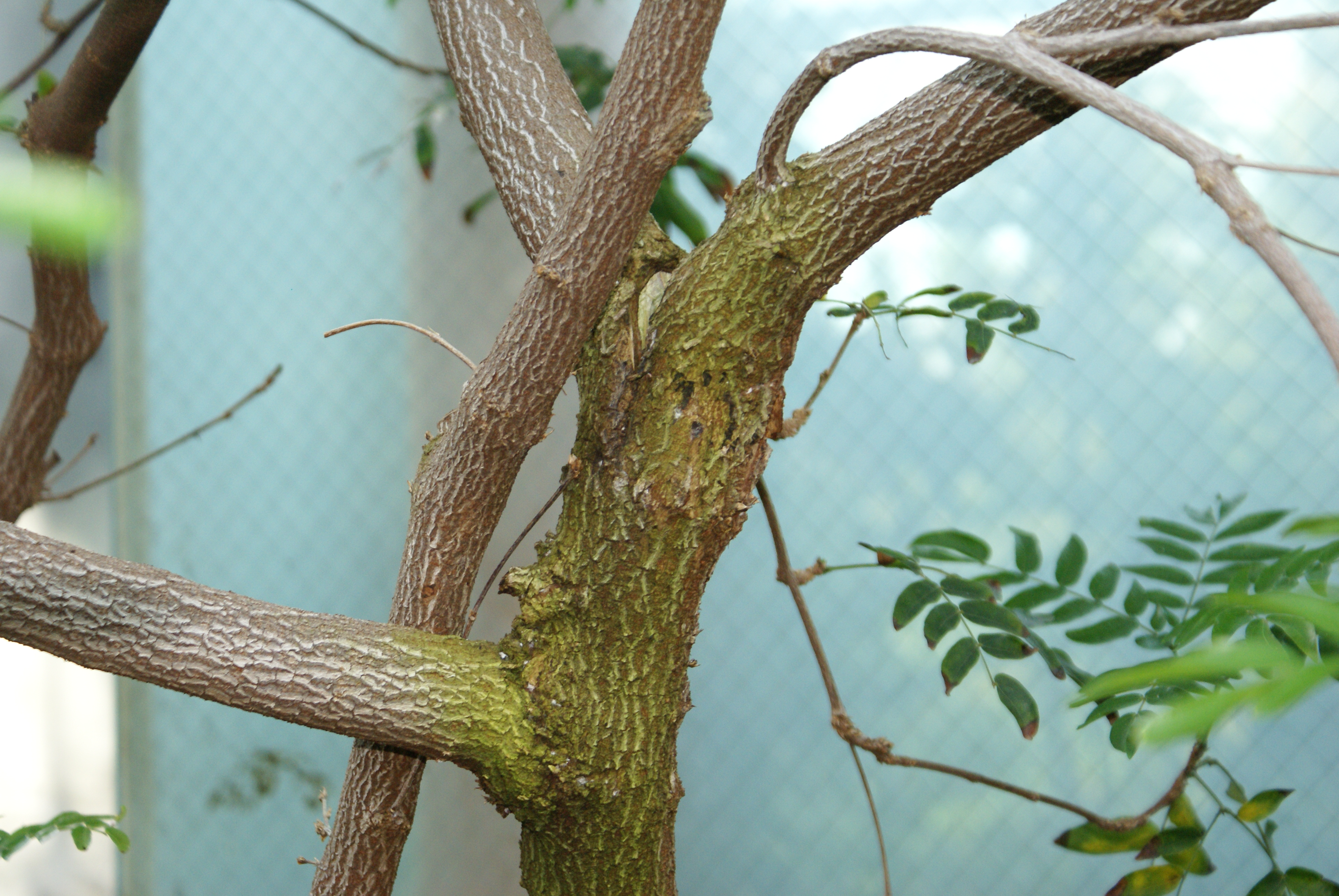
Felnőtt példány elfásult szára
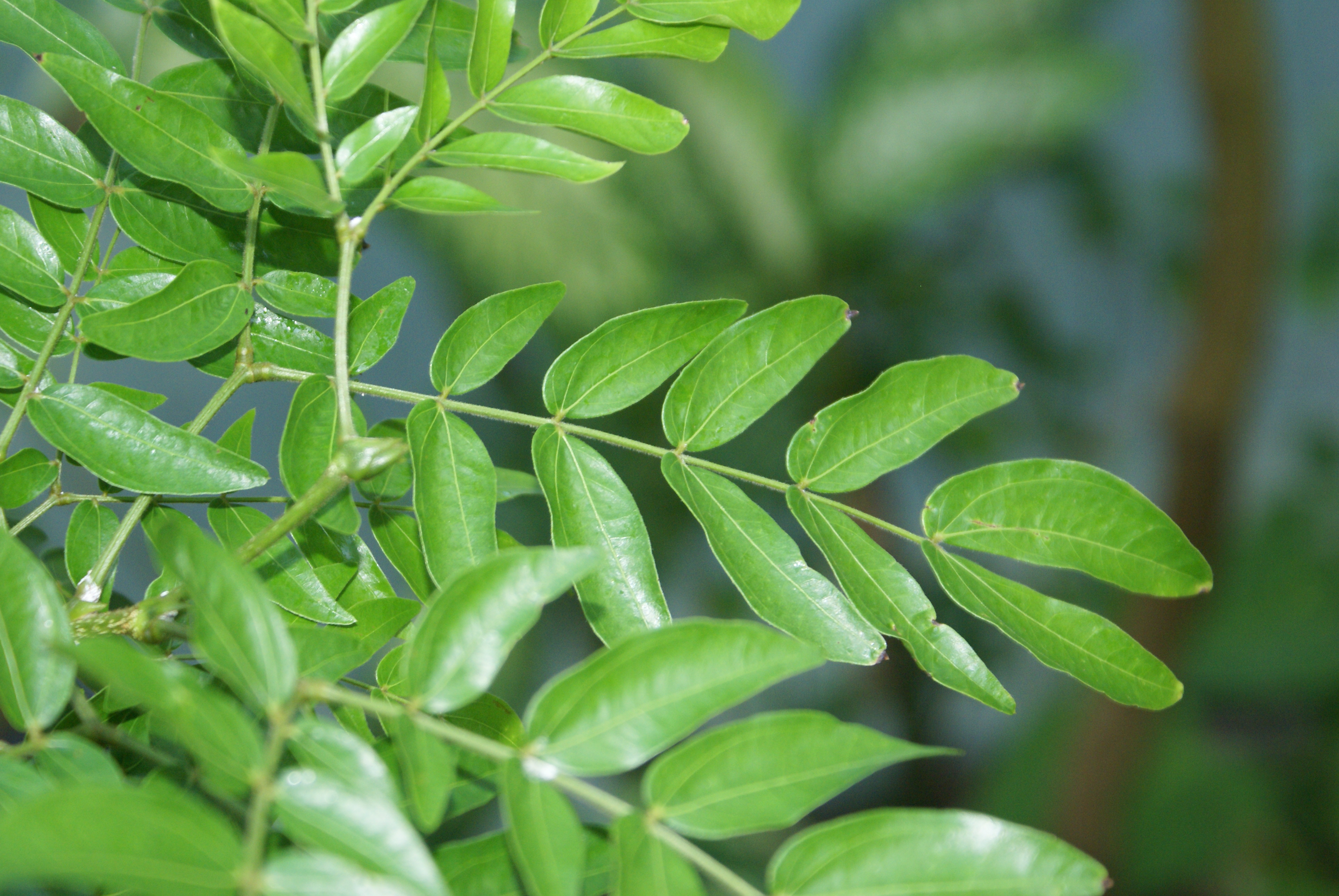
A levelei
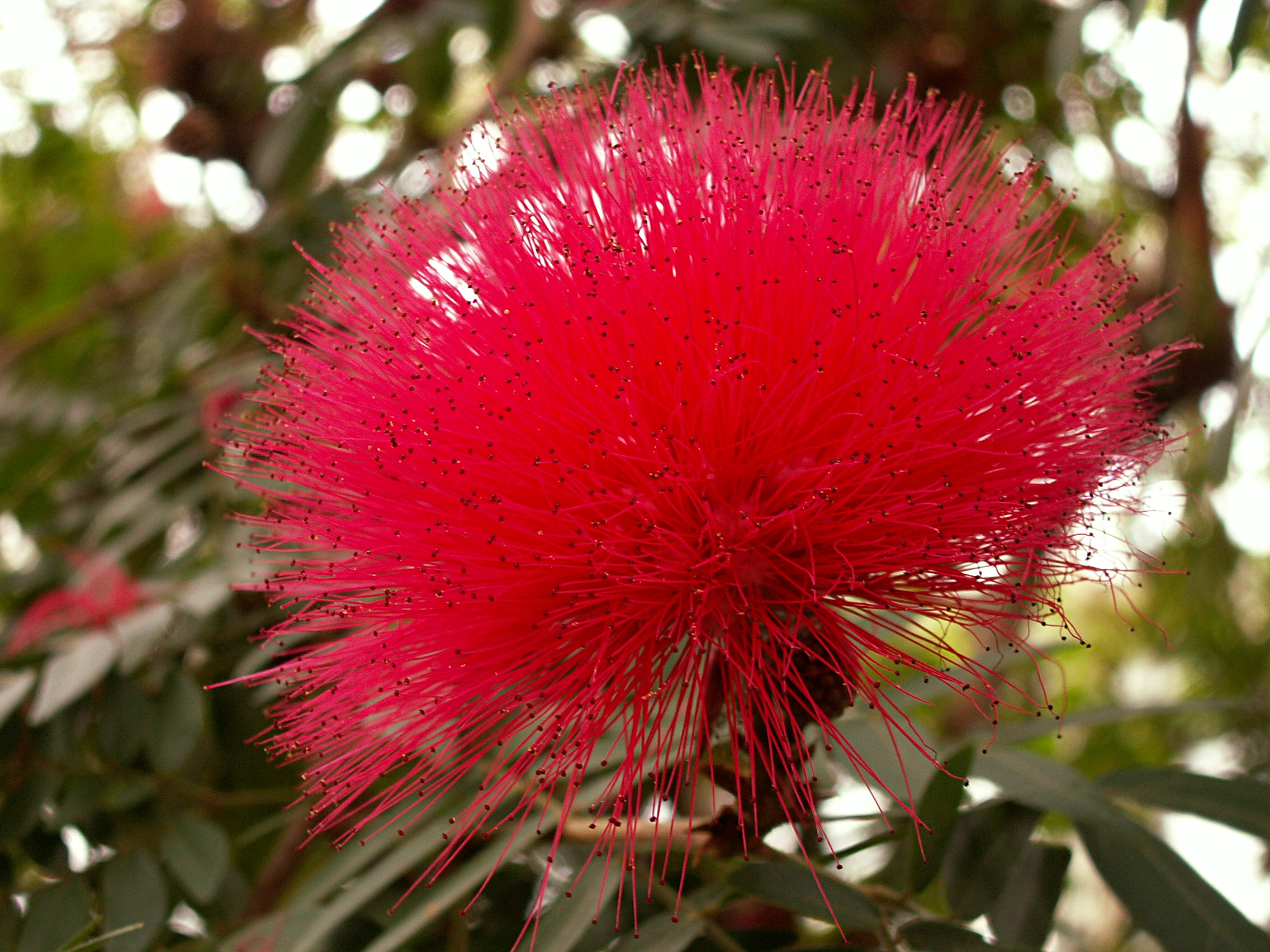
Természetes vörös virága és
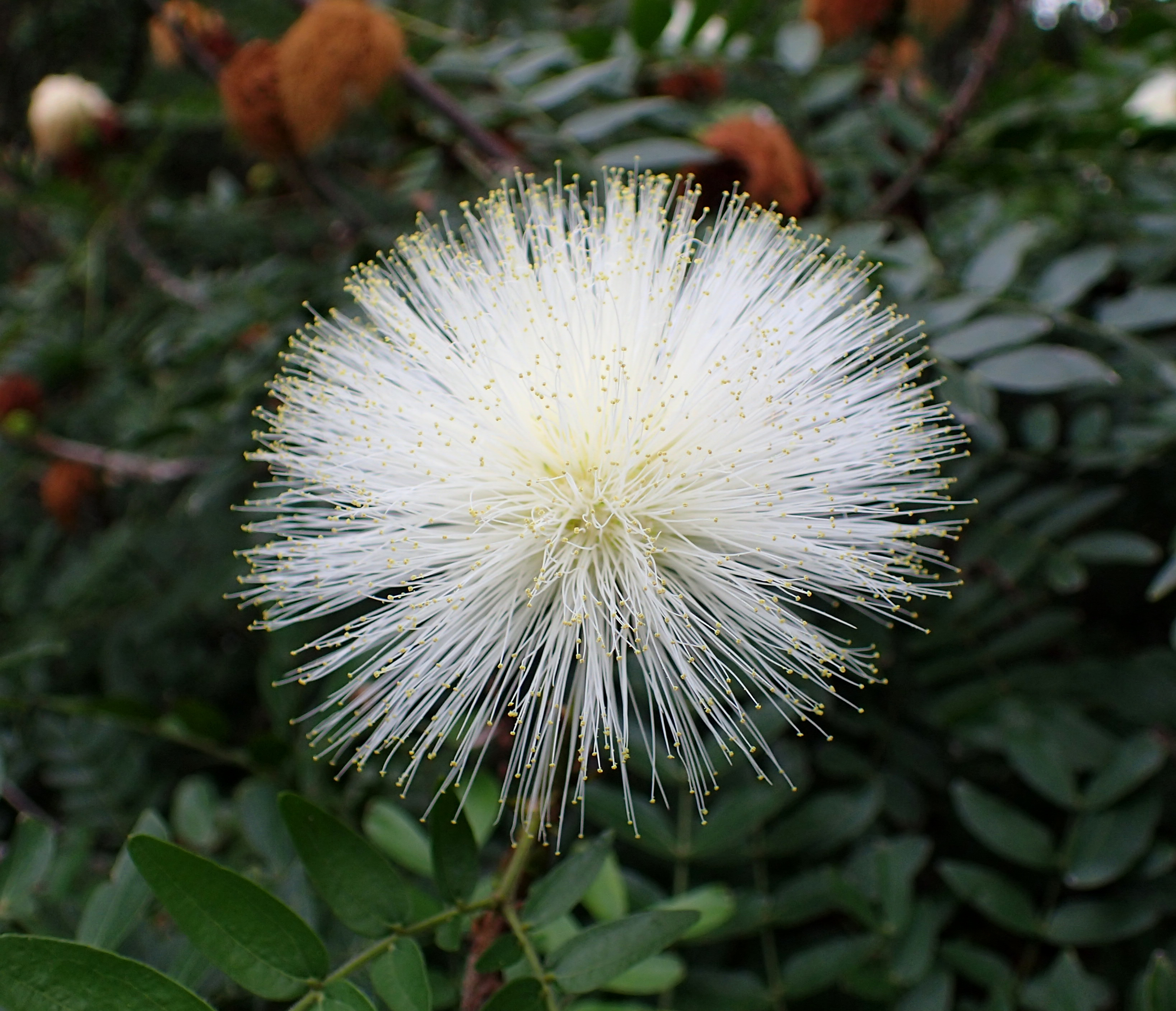
kialakított fehér változata